# Skiffertak

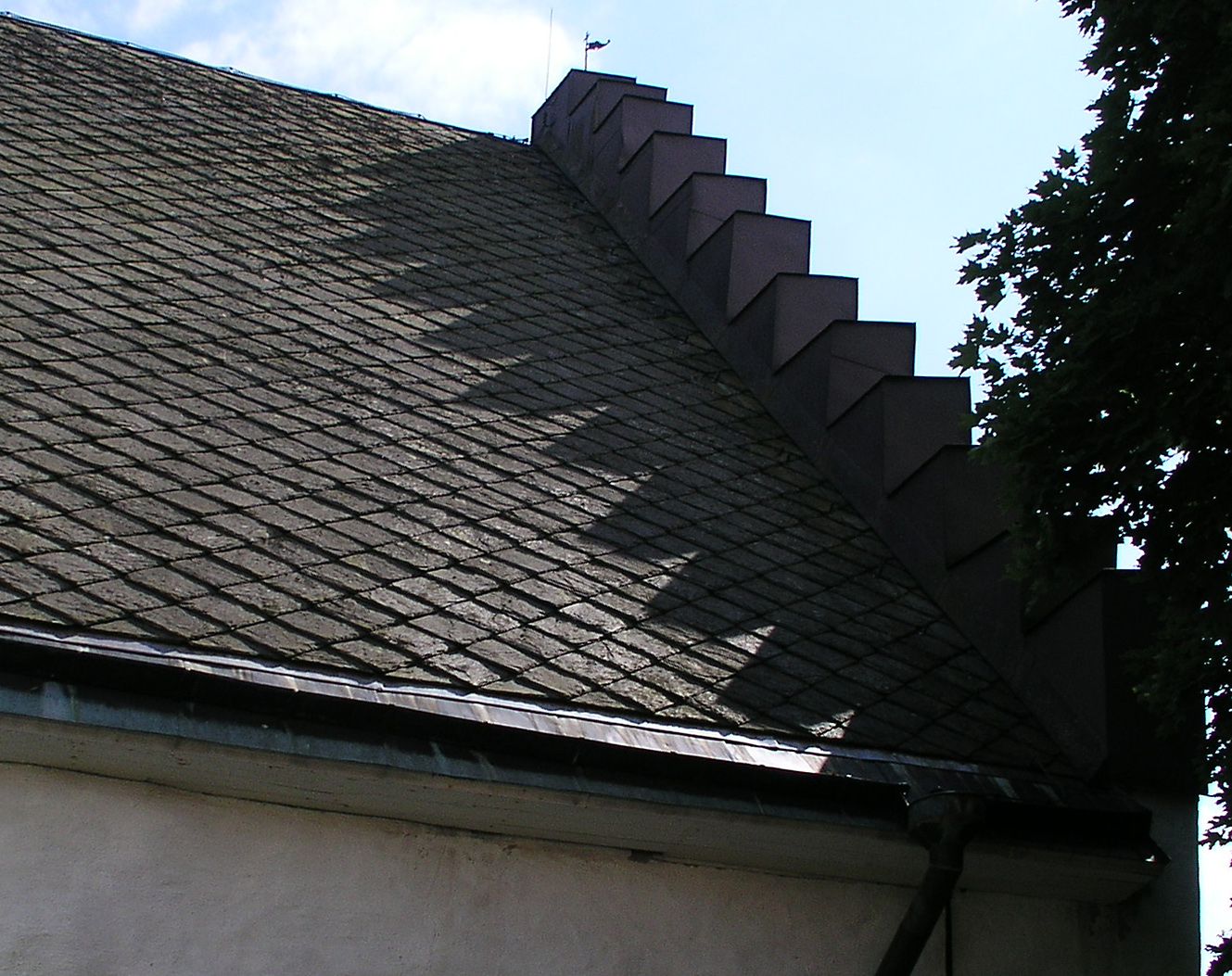
Skiffertak på Drothems kyrka

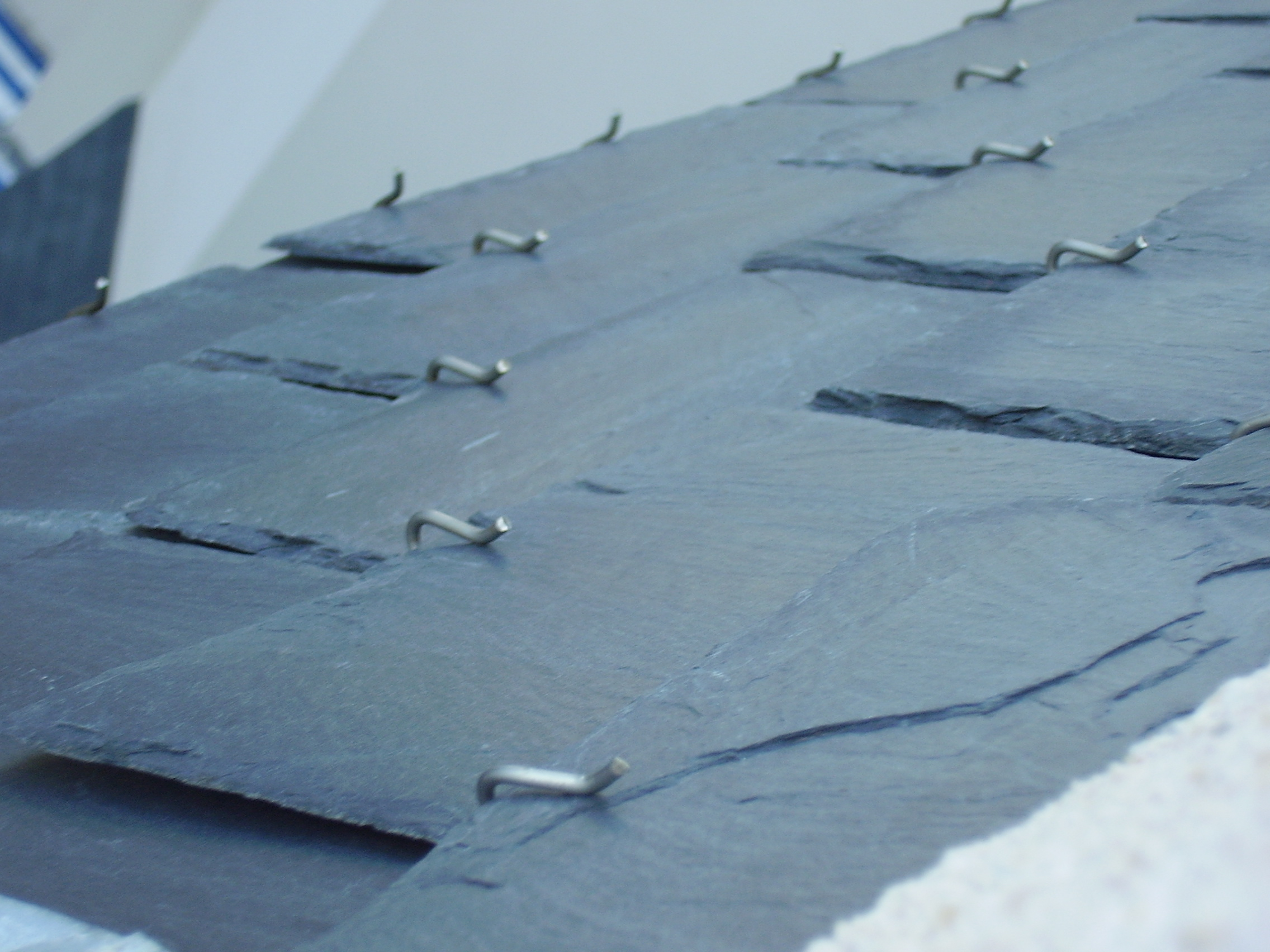
Skiffertak från Bretagne

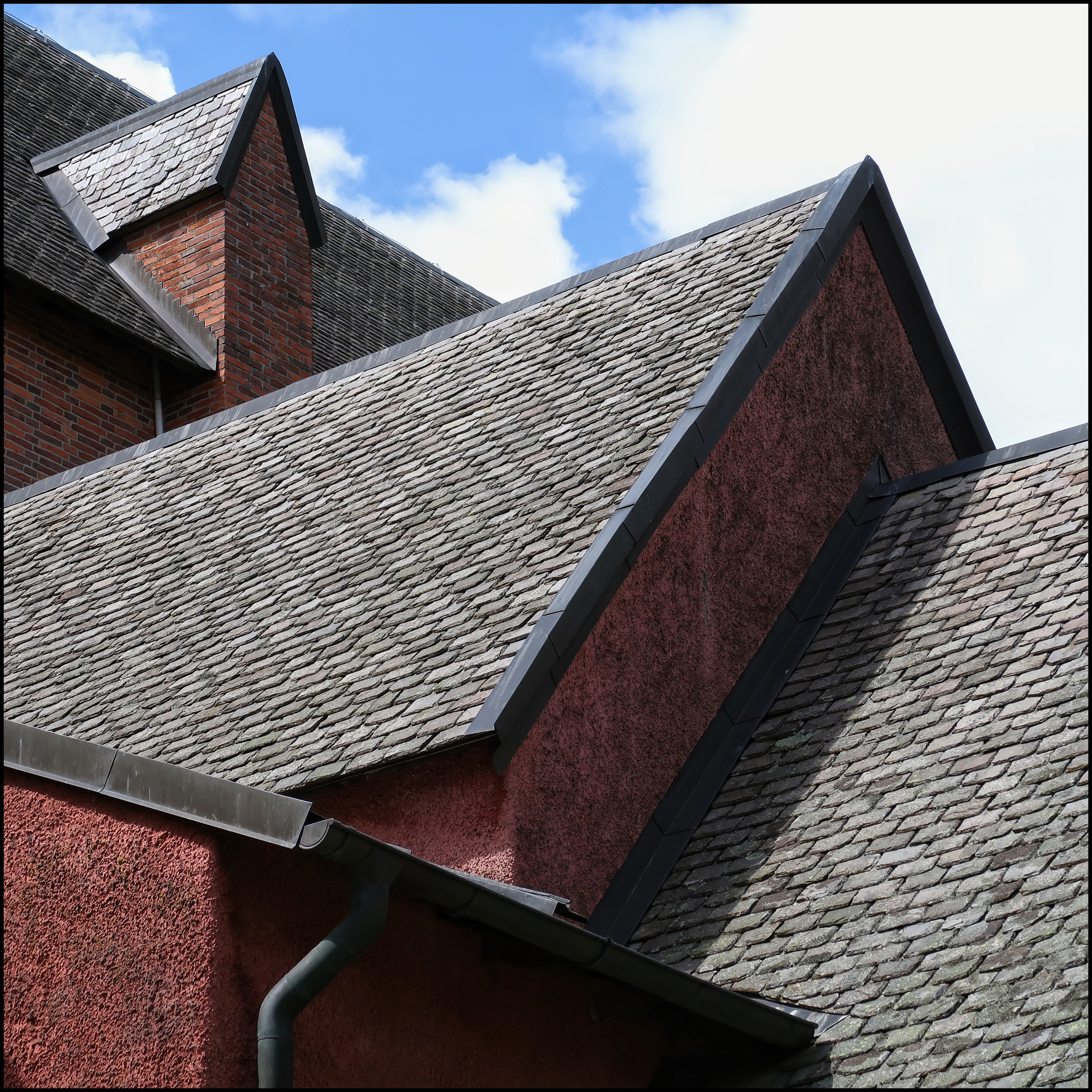
Skiffertak Floda kyrka, Södermanland.

Skiffertak är ett tak av naturstenen skiffer. Skiffer finns av olika typer exempelvis lerskiffer, glimmerskiffer eller fyllitskiffer och har traditionellt förekommit på kyrkobyggnader samt på en del andra herrgårdsbyggnader tillhörande de högre stånden. På senare tid har detta dock ändrats då takskiffern på nytt börjats användas som bruksmaterial är ett vanligt material på både tak och fasader.
I Sverige har man använt skiffer som taktäckning från 1700-talet, först på 1800-talet kom det till större användning i närheten till platser där man bröt skiffer. Skiffer som taktäckning lades i stor omfattning fram till och med 1930-talet.
De Svenska husen har i huvudslag belagts med två olika sätt, varav kan nämnas enkeltäckning med kvadratiska plattor med mindre överlapp samt dubbeltäckning med rektangulära plattor. Plattorna läggs på ett underlag av panelbrädor med papp. Förr var det vanligt att man la takskiffern på träläkt. En taklutning på minst 18° rekommenderas. Historiskt har takskiffern varit hålad och spikas men idag sätts de flesta tak och fasader med så kallad stormkrok. 

## Takskiffer
Takskiffer utgörs av skifferarter, som låter sig klyvas i regelbundna plattor. Skiffer finns i olika färger som svart, grafitgrå, ljungfärgad, grön, silvrig och rost.
För att en sten skall vara användbar till takskiffer måste den vara homogen och utan ådror av andra mineral. Den skall ha god klang när man slår på den och får inte brista vid temperaturförändringar. Den får inte suga åt sig mycket vatten, max 0.16% för att klassificeras som en A1 (= bästa kvalitet vid testnormen EN 12326).

### Förekomster
Stora skifferbrott finns i norra Spanien, i Wales i Storbritannien, i södra Belgien, i Vermont i USA, i Brasilien samt i Kina. Takskiffer bryts även i Norge (Oppdal och Otta) och Sverige (offerdalsskiffer).